# Semeteš
Semeteš (Servisch cyrillisch Семетеш) is een plaats in de Servische gemeente Raška. De plaats telt 152 inwoners (2001).